# نايف البلوي
نايف البلوي، لاعب كرة قدم سعودي.
هو لاعب كرة قدم سعودي يجيد اللعب كوسط مهاجم وصانع أهداف، بالإضافة إلى امتلاكة لحس تهديفي عالٍ مما يجعله ينافس المهاجمين في إحراز الأهداف.

## وصلات خارجية
- نايف البلوي على موقع قاعدة بيانات كرة القدم.إي يو (الإنجليزية)
- نايف البلوي على موقع Soccerway.com (الإنجليزية)